# Українсько-ліванські відносини
Українсько-ліванські відносини — відносини між Україною та Ліванською Республікою. Посольство України в Лівані також здійснює захист інтересів українців у Сирії.
Ліван визнав незалежність України 30 грудня 1991 року — однією з перших арабських країн. Дипломатичні відносини між двома державами було встановлено 14 грудня 1992 року. Посольство України в Бейруті було відкрито у серпні 1995 року, а Посольство Лівану в Києві — у лютому 2006 року.

## Історія

### До 1991 року
В 1896-1898 у Бейруті (на той час частина Османської імперії) працював український вчений-сходознавець Агатангел Кримський. У Бейруті похована оперна співачка українського походження Лідія Липковська (1884-1955), що була викладачкою Ліванської Академії мистецтв.
З 1906 по 1911 рік у Полтавській Духовній семінарії навчався ліванський письменник та критик Михайло Нуайме.
Починаючи з 1970-их в українські виші стали приїжджати ліванські студенти.

### Після 1991 року
22–23 квітня 2002 року відбувся офіційний візит Президента України Леоніда Кучми до Лівану, 8–9 липня 2003 року відбувся офіційний візит Президента Лівану Еміля Лахуда в Україну.